# Campeonato Sudamericano de Voleibol Masculino Sub-21 de 2024
El XXI Campeonato Sudamericano de Voleibol Masculino Sub-21 fue disputado en el coliseo Miguel Grau, Callao, Perú, entre los días 30 de octubre y 3 de noviembre de 2024. Los dos finalistas y el tercer puesto clasificaron al Campeonato Mundial de la categoría que se llevó a cabo en 2025, además de asegurar su cupo para los Juegos Panamericanos de la Juventud en Paraguay en 2025.

## Equipos participantes
| Grupo A  | Grupo B   |
| -------- | --------- |
| Brasil   | Argentina |
| Chile    | Perú      |
| Colombia | Paraguay  |
|          | Venezuela |

## Modo de disputa
Los equipos se dividirán en dos grupos. Los dos primeros de cada grupo avanzarán a las semifinales, mientras el resto se enfrentará para definir las posiciones restantes (5°, 6° y 7° lugar).

## Resultados

### Fase de grupos

#### Grupo A
| Pos. | Equipo   | Partidos | Partidos | Partidos | Pts. | Sets | Sets | Sets  | Puntos | Puntos | Puntos |
| Pos. | Equipo   | PJ       | PG       | PP       | Pts. | SG   | SP   | Ratio | PG     | PP     | Ratio  |
| ---- | -------- | -------- | -------- | -------- | ---- | ---- | ---- | ----- | ------ | ------ | ------ |
| 1    | Colombia | 2        | 2        | 0        | 6    | 6    | 1    | 6.000 | 176    | 148    | 1.189  |
| 2    | Brasil   | 2        | 1        | 1        | 3    | 3    | 3    | 1.000 | 143    | 128    | 1.117  |
| 3    | Chile    | 2        | 0        | 2        | 0    | 1    | 6    | 0.166 | 128    | 171    | 0.749  |

| Fecha          | Hora  | Equipo 1 | Res.  | Equipo 2 | Set 1 | Set 2 | Set 3 | Set 4 | Set 5 | Total   | Reporte |
| -------------- | ----- | -------- | ----- | -------- | ----- | ----- | ----- | ----- | ----- | ------- | ------- |
| 30 de octubre  | 15:00 | Brasil   | 0 - 3 | Colombia | 28-30 | 20-25 | 20-25 |       |       | 68 - 80 | FIVB    |
| 31 de octubre  | 15:00 | Chile    | 1 - 3 | Colombia | 25-21 | 23-25 | 14-25 | 18-25 |       | 80 - 96 | FIVB    |
| 1 de noviembre | 15:00 | Brasil   | 3 - 0 | Chile    | 25-12 | 25-16 | 25-20 |       |       | 75 - 48 | FIVB    |

#### Grupo B
| Pos. | Equipo    | Partidos | Partidos | Partidos | Pts. | Sets | Sets | Sets  | Puntos | Puntos | Puntos |
| Pos. | Equipo    | PJ       | PG       | PP       | Pts. | SG   | SP   | Ratio | PG     | PP     | Ratio  |
| ---- | --------- | -------- | -------- | -------- | ---- | ---- | ---- | ----- | ------ | ------ | ------ |
| 1    | Argentina | 3        | 3        | 0        | 9    | 9    | 2    | 4.500 | 269    | 216    | 1.245  |
| 2    | Perú      | 3        | 2        | 1        | 5    | 7    | 6    | 1.166 | 211    | 221    | 0.954  |
| 3    | Venezuela | 3        | 1        | 2        | 3    | 5    | 6    | 0.833 | 204    | 236    | 0.864  |
| 4    | Paraguay  | 3        | 0        | 3        | 1    | 2    | 9    | 0.222 | 193    | 247    | 0.781  |

| Fecha          | Hora  | Equipo 1  | Res.  | Equipo 2  | Set 1 | Set 2 | Set 3 | Set 4 | Set 5 | Total     | Reporte |
| -------------- | ----- | --------- | ----- | --------- | ----- | ----- | ----- | ----- | ----- | --------- | ------- |
| 30 de octubre  | 17:00 | Argentina | 3 - 0 | Paraguay  | 25-13 | 25-17 | 25-15 |       |       | 75 - 45   | FIVB    |
| 30 de octubre  | 19:00 | Perú      | 3 - 1 | Venezuela | 25-23 | 31-29 | 19-25 | 27-25 |       | 102 - 102 | FIVB    |
| 31 de octubre  | 17:00 | Argentina | 3 - 1 | Venezuela | 29-27 | 25-21 | 27-29 | 25-17 |       | 106 - 94  | FIVB    |
| 31 de octubre  | 19:00 | Perú      | 3 - 2 | Paraguay  | 18-25 | 28-30 | 25-14 | 25-18 | 15-6  | 111 - 93  | FIVB    |
| 1 de noviembre | 17:00 | Paraguay  | 0 - 3 | Venezuela | 24-26 | 18-25 | 23-25 |       |       | 65 - 76   | FIVB    |
| 1 de noviembre | 19:00 | Perú      | 1 - 3 | Argentina | 8-25  | 25-18 | 18-25 | 17-25 |       | 68 - 93   | FIVB    |

### 7° Puesto
| Fecha          | Hora  | Equipo 1 | Res.  | Equipo 2 | Set 1 | Set 2 | Set 3 | Set 4 | Set 5 | Total   | Reporte |
| -------------- | ----- | -------- | ----- | -------- | ----- | ----- | ----- | ----- | ----- | ------- | ------- |
| 2 de noviembre | 15:00 | Chile    | 3 - 0 | Paraguay | 25-17 | 25-13 | 26-24 |       |       | 76 - 54 | FIVB    |

### 5° y 6° Puesto
| Fecha          | Hora  | Equipo 1 | Res.  | Equipo 2  | Set 1 | Set 2 | Set 3 | Set 4 | Set 5 | Total | Reporte |
| -------------- | ----- | -------- | ----- | --------- | ----- | ----- | ----- | ----- | ----- | ----- | ------- |
| 3 de noviembre | 15:00 | Chile    | 3 - 1 | Venezuela |       |       |       |       |       |       |         |

### Fase Final
|  | Semifinales | Semifinales |   |      | Final                     | Final |  |
|  |             |             |   |      |                           |       |  |
|  |             |             |   |      |                           |       |  |
|  | Colombia    | 1           |   |      |                           |       |  |
|  | Perú        | 1           |   |      |                           |       |  |
|  |             |             |   |      |                           |       |  |
|  |             |             |   |      |                           |       |  |
|  |             |             |   |      | Colombia                  | 1     |  |
|  |             | Brasil      | 3 |      |                           |       |  |
|  |             |             |   |      |                           |       |  |
|  |             |             |   |      |                           |       |  |
|  |             |             |   |      | Partido 3.er y 4.º puesto |       |  |
|  |             |             |   |      |                           |       |  |
|  | Argentina   | 1           |   | Perú | 1                         |       |  |
|  | Brasil      | 3           |   |      | Argentina                 | 3     |  |

##### Semifinales
| Fecha          | Hora  | Equipo 1  | Res.  | Equipo 2 | Set 1 | Set 2 | Set 3 | Set 4 | Set 5 | Total    | Reporte |
| -------------- | ----- | --------- | ----- | -------- | ----- | ----- | ----- | ----- | ----- | -------- | ------- |
| 2 de noviembre | 17:00 | Argentina | 1 - 3 | Brasil   | 28-30 | 25-23 | 20-25 | 24-26 |       | 97 - 104 |         |
| 2 de noviembre | 19:00 | Colombia  | 3 - 1 | Perú     | 22-25 | 25-16 | 25-20 | 25-16 |       | 97 - 77  |         |

##### Partido por el3.ery 4.º puesto
| Fecha          | Hora  | Equipo 1 | Res.  | Equipo 2  | Set 1 | Set 2 | Set 3 | Set 4 | Set 5 | Total | Reporte |
| -------------- | ----- | -------- | ----- | --------- | ----- | ----- | ----- | ----- | ----- | ----- | ------- |
| 3 de noviembre | 17:00 | Perú     | 1 - 3 | Argentina | 18-25 | 25-11 | 25-22 | 25-15 |       | -     |         |

##### Final
| Fecha          | Hora  | Equipo 1 | Res.  | Equipo 2 | Set 1 | Set 2 | Set 3 | Set 4 | Set 5 | Total | Reporte |
| -------------- | ----- | -------- | ----- | -------- | ----- | ----- | ----- | ----- | ----- | ----- | ------- |
| 3 de noviembre | 19:00 | Colombia | 1 - 3 | Brasil   | 25-18 | 16-25 | 17-25 | 11-25 |       | -     |         |

## Clasificación general
| Pos.              | Selección |
| ----------------- | --------- |
| Medalla de oro    | Brasil    |
| Medalla de plata  | Colombia  |
| Medalla de bronce | Argentina |
| 4                 | Perú      |
| 5                 | Chile     |
| 6                 | Venezuela |
| 7                 | Paraguay  |

## Clasificados al Mundial Sub-21 de 2025
| Bandera de Brasil | Bandera de Colombia | Bandera de Argentina |
| Brasil            | Colombia            | Argentina            |
| ----------------- | ------------------- | -------------------- |